# Mellanpaskarn
Mellanpaskarn är en ö i Finland. Den ligger i Bottenviken och i kommunen Jakobstad i den ekonomiska regionen  Jakobstadsregionen i landskapet Österbotten, i den västra delen av landet. Ön ligger omkring 82 kilometer nordöst om Vasa och omkring 410 kilometer norr om Helsingfors.
Öns area är 4 hektar och dess största längd är 360 meter i nord-sydlig riktning. I omgivningarna runt Mellanpaskarn växer i huvudsak blandskog.